# Catch Us If You Can

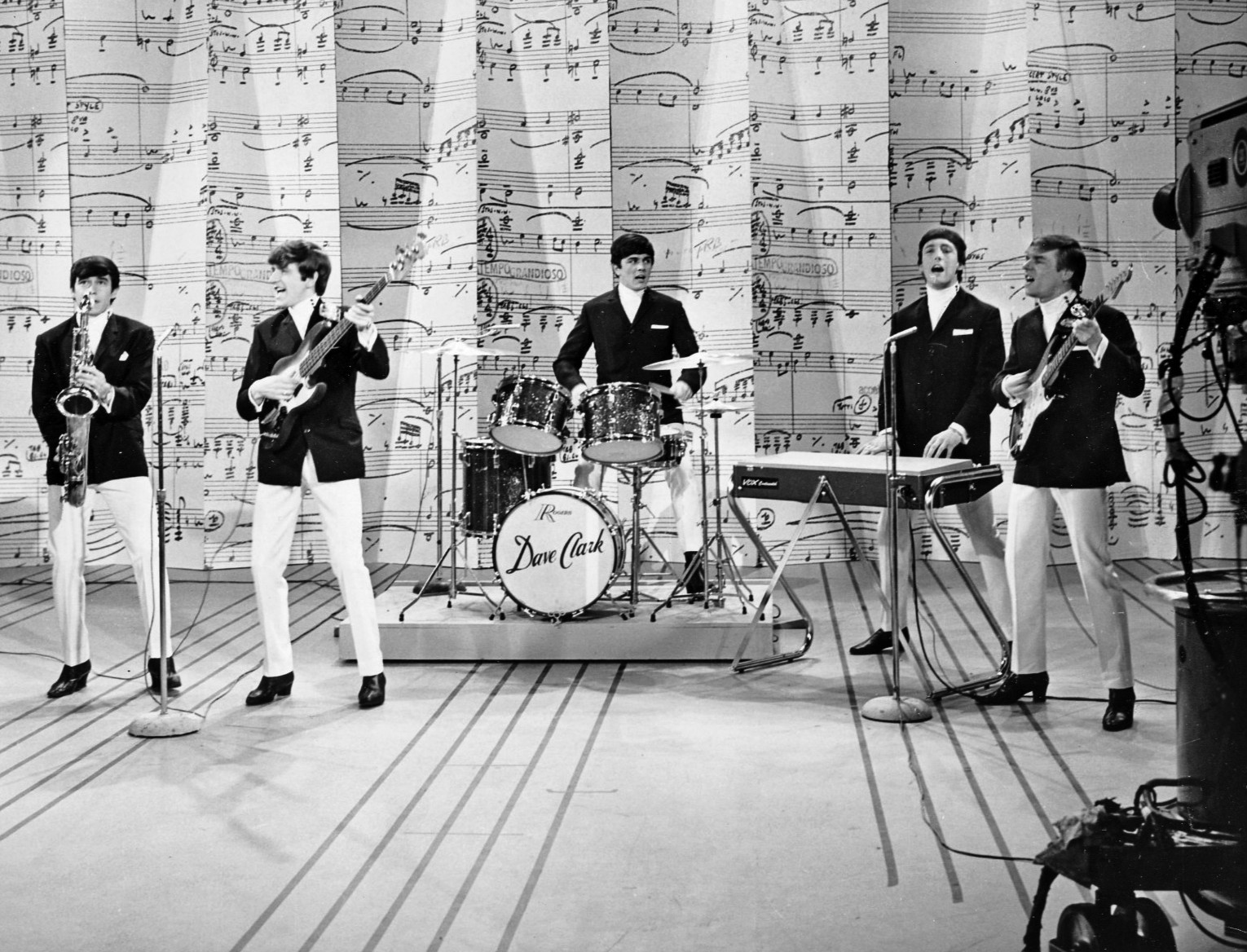
The Dave Clark Five actuant a The Ed Sullivan Show. D'esquerra a dreta Denis Payton, Rick Huxley, Dave Clark, Mike Smith i Lenny Davidson.

 Catch Us If You Can és una pel·lícula britànica dirigida per John Boorman, estrenada el 1965.

## Argument
Durant la filmació d'un anunci de TV per a una "Carn per emportar-se", al Smithfield Market de Londres, Steve, desil·lusionat per la inanitat de la seva feina, s'escapa en un Jaguar E-type (un dels prototips) amb una jove actriu/model, Dinah (interpretat per Barbara Ferris). Fan camí a través d'una Anglaterra del sud hivernal cap a l'illa (Illa Burgh), a la costa de Devon, que Dinah està considerant comprar (presumiblement per evitar les pressions de la seva celebritat com la "Noia Carnissera" de la campanya publicitària de carns de la TV). Aquest acte de rebel·lió és cínicament explotat per l'executiu de publicitat que hi ha darrere la campanya, Leon Zissell (interpretat per David de Keyser), que n'assigna dos per seguir la parella que fuig.
En el seu viatge, Steve i Dinah es troben primer un grup de protohippies, després una parella de mitjana edat infeliçment casada als voltants opulents de Bath's Royal Crescent. (Les escenes de Joyce i Bailey són les més estranyes i més commovedores a la pel·lícula.) Steve també planeja visitar el seu heroi d'infantesa, Louie (David Lodge), al club de joventut al London's East End i que ara s'ha traslladat a Devon.
Havent fugit de la policia (i dels sequaços de Leon Zissell) Steve i Dinah fan camí cap a Devon. La trobada de Steve trobar-se amb Louie està decebent. Louie reconeix Dinah instantàniament (a causa de la seva celebritat de TV), però fracassa a reconèixer Steve, i malrecorda el seu nom, fins i tot després de ser presentat. L'illa de Dinah també està decebent.

## Repartiment
- Dave Clark: Steve
- Barbara Ferris: Dinah
- Lenny Davidson: Lenny
- Rick Huxley: Rick
- Mike Smith: Mike
- Denis West Payton: Denis
- Clive Swift: Duffie
- Hugh Walters: Grey
- Robin Bailey: Guy
- Yootha Joyce: Nan
- David de Keyser: Zissell
- Robert Lang: Columnista
- Michael Blakemore: oficial
- Marianne Stone: Mrs. Stone
- Julian Holloway: Ajudant Director